# Eveline Mankou
Pour les articles homonymes, voir Mankou.
 (septembre 2011).
Si vous disposez d'ouvrages ou d'articles de référence ou si vous connaissez des sites web de qualité traitant du thème abordé ici, merci de compléter l'article en donnant les références utiles à sa vérifiabilité et en les liant à la section « Notes et références ».
Eveline Mankou (s'écrit aussi Evelyne Mankou ; nom complet : Mankou N'tsimba Eveline) est une femme de lettres d'origine congolaise, auteur de plusieurs livres.

## Parcours
Originaire du Congo-Brazzaville, elle est naturalisée française et vit en Europe depuis 1999.
Née à Dolisie, elle commence son cycle primaire et secondaire à Brazzaville. Elle quitte Brazzaville et s’envole pour Abidjan en 1996 après l’obtention de son baccalauréat littéraire. Elle passe trois ans dans une école de commerce à Abidjan avant de partir pour la France, à Nice. En France, elle poursuit une formation de collaborateur de chef d’entreprise artisanale et, en parallèle, valide un BA degree en HR et English skills à Londres. Militante pour des causes justes, elle occupera longtemps le poste de secrétaire à l’action sociale pour l’association ACCA à Nice. Passionnée d’écriture, sa première nouvelle est publiée en 2005 et gagnera un prix littéraire Naji Naaman en 2008 au Liban.
Elle vit actuellement à cheval entre plusieurs villes européennes.

## Publications
- Dialogue imaginaire et imagé entre la mère et le fœtus  (ISBN 978-2-9535061-0-5).
- La Patience d'une femme, éditions Bénévent, 2005  (ISBN 2 84871 689 4).
- La Misère humaine, éditions Bénévent, 2010  (ISBN 978-2-7563-1717-5).